# Поджио, Витторио Амадео
Витторио Амадео Поджио (в Российской империи — Виктор Яковлевич Поджио; итал. Vittorio Amedeo Poggio; ?, Пьемонт — 29 августа [10 сентября] 1812, Одесса, Херсонская губерния, Российская империя) — военный деятель, помещик и предприниматель Российской империи итальянского происхождения, секунд-майор. Участник Русско-турецкой войны 1787—1791 годов. Отец декабристов Иосифа и Александра Поджио.

## Биография
Родился в Пьемонте, Италия. Поступил на русскую службу подлекарем в 1783 году, когда прибыл из Пьемонта в Россию вместе с Хосе де Рибасом и по его же приглашению. В том же году занялся лекарской практикой. Вскоре по своему собственному желанию вступил в ряды русской армии и принял участие в Русско-турецкой войне 1787—1791 годов.
За семь лет на русской службе продвинулся от помощника лекаря до обер-офицера, что давало ему право на получение потомственного дворянства. Вместе с герцогом Ришельё и графом Ланжероном принял участие в штурме турецкой крепости Измаил во время Русско-турецкой войны 1787—1791 годов. За храбрость был произведён в чин секунд-майора. В 1796 году вышел в отставку. Избирался синдиком Одесского городового магистрата в 1797 году.
В 1809 году приобрёл имение Яновка в Чигиринском уезде Киевской губернии с 429 душами крепостных и стал помещиком. Занялся коммерцией, получил подряд на строительство первого театра Одессы, открытого в феврале 1810 года (ныне ― Одесский театр оперы и балета). Выдвинул идею строительства госпиталя. За свои заслуги перед городом получил звание почётного гражданина Одессы. 
Умер в Одессе 29 августа (10 сентября) 1812 года. Был похоронен на Первом христианском кладбище.

## Семья
Жена — Магдалина Осиповна Даде (ум. после 1842). Их сыновья — декабристы:
- Иосиф (1792—1848)
- Александр (1798—1873).